# Viaduc Saint-Jacques
Le viaduc Saint-Jacques est un pont routier et ferroviaire français à Clermont-Ferrand, dans le Puy-de-Dôme. 
Ouvert à la circulation depuis le 23 juin 1967, cet ouvrage d'art long de 430 mètres et haut de 27 est emprunté par le tramway de Clermont-Ferrand.

## Situation
L'ouvrage permet de relier le « plateau » Saint-Jacques au centre historique de Clermont-Ferrand.

## Histoire
Le pont a été inauguré le 23 juin 1967 en présence du premier ministre Georges Pompidou, de Valéry Giscard d'Estaing, ainsi que du maire de Clermont-Ferrand Gabriel Montpied.
Le viaduc a fait l'objet d'une réhabiliation majeure entre avril et août 2016, due à des soucis d'étanchéité. 